# LG Vu 3
LG Vu 3 (также употребляется, как LG Optimus Vu III) — гибрид Android-смартфона и планшетного компьютера («фаблет»), выпущенный в сентябре 2013 года и известный своим размером экрана 5,2 дюйма, что находится между обычными смартфонами и большими планшетами. Он оснащен четырехъядерным процессором Krait 400 с тактовой частотой 2,26 ГГц с графическим процессором Adreno 330 и работает под управлением Android 4.2.2 Jelly Bean. Об обновлении на Android 4.4.2 KitKat также было объявлено об обновлении 14 марта 2014 года.

## Смотрите также
- LG Optimus Vu II
- LG V10
- LG Electronics